# ビューヒェル航空基地
ビューヒェル航空基地（ドイツ語：Fliegerhorst Büchel）は、ドイツ連邦共和国ラインラント＝プファルツ州ビューヒェルに所在する軍用飛行場。ビューヒェル航空基地はニュークリア・シェアリングに基づいて、アメリカ合衆国軍が保有する核兵器を保管する、ドイツ唯一の航空基地でもある。

## 歴史
当初、飛行場はミュンスターマイフェルトに建設される予定であった。1954年にフランス占領軍によってビューヒェルに滑走路の建設が始まった。1955年6月6日、飛行場は完成直後にフランス軍から連邦資産局に移管される。1955年8月13日に連邦軍管理部に引き渡され、同年8月15日に最初に勤務する兵士250人が到着する。1957年2月から第30空軍兵器学校の建設が始まり、同年7月12日に最初の兵士140人が到着する。1957年8月6日に空軍補給群の残余が到着する。
第30空軍兵器学校は1957年10月に開校する。リパブリック F-84戦闘機が72機、ロッキード T-33練習機が3機、ノースアメリカン T-6練習機が6機が配備される。1958年6月30日に第20空軍兵器学校は閉鎖される。
1957年7月1日からビューヒェルには第33戦闘爆撃航空団が配置される。1958年12月に第33戦闘爆撃航空団は北大西洋条約機構（NATO）の指揮下におかれる。1961年に航空団はコッヘム兵舎に移転する。1962年、飛行場には民間人向けワークショップが設立される。1962年8月28日には最初のロッキード F-104戦闘機が到着する。1985年にはパナビア トーネード IDS攻撃機に機種更新される。1985年5月30日に特別塗装が施されたスターファイター戦闘機がビューヒェル飛行場での公式ラストフライトが実施される。この機体は、こんにちも飛行場正門に飾られている。

## 核兵器
ビューヒェル飛行場内のシェルターにはアメリカ合衆国軍が保有する核兵器B61が約20基あると推定されている。2007年には、2004年以来ドイツではおそらく唯一の保管場所であるとの発表がなされる。これらの核兵器はアメリカ空軍の管理下にあり、第38弾薬保守管理群（38 MUNG）第702弾薬支援隊（MUNSS）が取り扱っており、核兵器の運用権限はアメリカ合衆国大統領が一手に握っている。
アメリカ軍部隊は、保管されている核兵器の管理について、保守管理、防備、備蓄兵器の移動について責任を負う。ドイツ連邦空軍はアメリカ空軍を支援し、「S」空軍警備中隊を編成運用している。ニュークリア・シェアリングに基づき、ここで保管されている核兵器がトーネード攻撃機に搭載されることになっている。

## 配置部隊・機関
- 第33戦術航空団（旧：第33戦闘爆撃航空団）分遣隊（空軍）
- マイエン連邦軍業務センター分所（国防施設管理・環境保護部）